# Exalphus leuconotus
Exalphus leuconotus là một loài bọ cánh cứng trong họ Cerambycidae.